# كاساس دي هارو
بلدية كأساس دي هارو (بالإسبانية: Casas de Haro)‏، هي إحدى بلديات مقاطعة قونكة إحدى مقاطعات إسبانيا، و التي تقع في منطقة قشتالة لا منتشا وسط البلاد, و المائلة لجهة الشرق من إسبانيا.
يبلغ عدد سكانها 912 نسمة وفقاً لإحصائية سنة (2007).